# Culturele assimilatie
Culturele assimilatie, kortweg assimilatie, is het socialisatieproces van acculturatie waarbij leden van een niet-dominante groep zich mengen met de dominante groep en daar de cultuur van overnemen, terwijl de eigen cultuur wordt losgelaten en contact met de andere leden van de eigen groep niet wordt nagestreefd op basis van afkomst. Er is dus een hoge graad van participatie met en aanpassing aan de andere groep (outgroup), maar nauwelijks van cultuurbehoud en geen opzettelijke participatie met de eigen groep (ingroup). Er wordt ook wel gesproken over een smeltkroes.
De betreffende groep gaat daarmee uiteindelijk op in de dominerende cultuur. Dit veronderstelt bij de geabsorbeerde groep het verlies van bepaalde onderscheidende kenmerken, bijvoorbeeld in de sfeer van kleding, spraak of manieren, ten gevolge van het contact met die andere cultuur of gemeenschap.

## Assimilatie door een rijkere cultuur
Soms zijn er twee tegenstrijdige tendensen werkzaam. Wanneer een numerieke minderheid en/of minder ontwikkelde cultuur politieke macht verwerft, meestal door militaire verovering, is zij formeel in de  positie om elementen van haar cultuur op te leggen aan de tegenpartij.  Dit gebeurt doorgaans ten minste in het begin en in publieke domeinen als de overheidsadministratie. Dikwijls wordt dit aanvankelijk gewin meer dan gecompenseerd door de macht van het grote getal en/of een natuurlijke tendens naar de oudere, rijkere cultuur, waardoor deze zich juist ziet nagevolgd door de nieuwe heersers. Zo nam de zegevierende Romeinse Republiek meer over van de Hellenistische culturen dan zij daaraan zelf oplegde, met uitzondering van typisch Romeinse domeinen als recht en militaire organisatie. 

## Assimilatie en immigratie
In de context van de immigratie zijn totale en gedeeltelijke assimilatie te onderscheiden.
Het eerste slaat op een dusdanig verregaande assimilatie dat alle uiterlijke verschillen (met uitzondering van huidskleur en dergelijke) verdwijnen. De totaal of volledig geassimileerde immigrant gebruikt dan onder meer de taal van het migratieland als thuistaal en niet meer de taal van het land van afkomst (of die van de ouders of grootouders); kledij en de meeste eetgewoonten zijn dan eveneens geassimileerd.
Bij partiële of gedeeltelijke assimilatie behoudt de immigrant of nakomeling in hoge mate de cultuur van het land van afkomst, maar beheerst de taal van het migratieland en kent en respecteert de daar geldige wettelijke en de belangrijkste feitelijke regels die de volwassen inwoners van dat land kennen en respecteren.
Deze laatste vorm ligt inhoudelijk echter dicht bij inburgering en integratie.

## Assimilatie van taal
Toegepast op assimilatie van taal zijn er in de Nederlandssprekende gemeenschap in het bijzonder de volgende fenomenen te onderscheiden:
- Vernederlandsing (in België ook wel vervlaamsing genoemd)
- Verengelsing
- Verfransing (zoals de Verfransing van Brussel of die van de Voerstreek)
- Ontfriezing
- Germanisering of verduitsing

In de rest van de wereld zijn onder meer de volgende vormen van taalkundige assimilatie te onderscheiden:
- Arabisering
- Italianisering
- Verlitouwsing
- Magyarisatie of hongarisering
- Romanisering
- Russificatie
- Sinificatie (zie ook Oeigoerse genocide)
- Slowakisering
- Verspaansing